# Time-based One-time Password algorithm
TOTP (Time-based One-Time Password Algorithm, RFC 6238) — OATH-алгоритм створення одноразових паролів для захищеної аутентифікації, є поліпшенням HOTP (HMAC-Based One-Time Password Algorithm). Є алгоритмом односторонньої аутентифікації — сервер засвідчується в справжності клієнта. Головна відмінність TOTP від HOTP це генерація пароля на основі часу, тобто час є параметром. При цьому зазвичай використовується не точне зазначення часу, а поточний інтервал з встановленими заздалегідь межами (наприклад, 30 секунд).

## Історія
З 2004 року OATH (The Initiative for open authentication) працювала над проектом одноразових паролів (OTP). Першим результатом був HOTP (the Hash-based Message Authentication Code (HMAC) OTP algorithm), опублікований у грудні 2005 року. Він був представлений як проект IETF (The Internet Engineering Task Force).
Подальша робота OATH йшла над покращенням HOTP. У 2008 році був представлений TOTP. Цей алгоритм не використовує лічильник для синхронізації клієнта та сервера, а генерує пароль на основі моменту часу, який дійсний протягом деякого інтервалу. Алгоритм діє так: клієнт бере поточне значення таймера та секретний ключ, хешує їх за допомогою довільної хеш-функції та відправляє серверу, а сервер у свою чергу проводить ті ж обчислення, після чого йому залишається тільки порівняти ці значення. Алгоритм може бути реалізований не лише за допомогою хеш-функції SHA-1, на відміну від HOTP, тому хеш-функція також є вхідним параметром.
Пізніше у вересні 2010 року був представлений новий алгоритм, який додатково розширює TOTP та отримав назву OATH Challenge-Response Algorithms (OCRA). Головна відмінність від попередніх алгоритмів полягає в тому, що у перевірці достовірності бере участь також і сервер. Так що клієнт може бути впевнений у його достовірності.

## Принцип роботи
По суті, TOTP є варіантом HOTP алгоритму, в якому в якості значення лічильника підставляється величина, що залежить від часу.
Позначимо:
- {\displaystyle T} — дискретне значення часу, що використовується в якості параметра. (Вимірюється в одиницях {\displaystyle X}, 4 байти)
- {\displaystyle X} — інтервал часу, протягом якого дійсний пароль. (За замовчуванням 30 сек.)
- {\displaystyle T_{0}} — початковий час, необхідний для синхронізації сторін. (За замовчуванням — час від початку UNIX ери)
- {\displaystyle K} — спільний секрет.
- {\displaystyle CurrentTime} — поточний час.

Тоді
{\displaystyle T=(CurrentTime-T_{0})/X}
{\displaystyle \operatorname {HOTP} (K,T)=Truncate(\operatorname {HMAC-SHA-1} (K,T))}
{\displaystyle \operatorname {TOTP} =\operatorname {HOTP} (K,T)}
де
- HMAC-SHA-1(K,T) -генерація 20-ти байт на основі таємного ключа і часу за допомогою хеш-функції SHA-1.
- Truncate — функція вибору певним способом 4 байт:

позначимо String — результат HMAC-SHA-1(K,T);
OffsetBits — молодші 4 біта рядка String;
Offset = StringToNumber(OffsetBits) і результатом Truncate буде рядок з чотирьох символів — String[Offset]...String[Offset + 3]
Також варто відзначити, що на відміну від HOTP, який заснований тільки на SHA-1, TOTP може також використовувати HMAC-SHA-256, HMAC-SHA-512 та інші HMAC-хеш-функції:
- {\displaystyle \operatorname {TOTP} (K,T)=Truncate(\operatorname {HMAC-SHA-256} (K,T))}
- {\displaystyle \operatorname {TOTP} (K,T)=Truncate(\operatorname {HMAC-SHA-512} (K,T))}

і т. д.

## Надійність алгоритму
Концепція одноразових паролів разом з сучасними криптографічними методами може використовуватися для реалізації надійних систем віддаленої аутентифікації. TOTP досить стійкий до криптографічних атак, проте ймовірність злому є, наприклад можливий такий варіант атаки «людина посередині»:
Прослуховуючи трафік клієнта, зловмисник може перехопити посланий логін і одноразовий пароль (або хеш від нього). Потім йому досить блокувати комп'ютер «жертви» і відправити аутентифікаційні дані від власного імені. Якщо він встигне це зробити за проміжок часу {\displaystyle X}, то йому вдасться отримати доступ. Саме тому {\displaystyle X} варто робити невеликим. Але якщо час дії пароля зробити дуже маленьким, то у разі невеликої розсинхронізації клієнт не зможе отримати доступ.
Також існує вразливість пов'язана з синхронізацією таймерів сервера і клієнта, так як існує ризик розсинхронізації інформації про час на сервері і в програмному та/або апаратному забезпеченні користувача. Оскільки TOTP використовує в якості параметра, то при не збігу значень всі спроби користувача на аутентифікацію завершаться невдачею. У цьому випадку помилковий допуск чужого також буде неможливий. Варто відзначити, що ймовірність такої ситуації вкрай мала.

## Дивись також
- HOTP
- OTP
- OCRA